# Carex tincta
Carex tincta là một loài thực vật có hoa trong họ Cói. Loài này được (Fernald) Fernald mô tả khoa học đầu tiên năm 1913.